# 三野町太刀野山
三野町太刀野山（みのちょうたちのやま）は、徳島県三好市の町名。郵便番号は771-2306。

## 地理
南は三野町太刀野・三野町芝生・三野町勢力、北から東は香川県まんのう町、西は三好郡東みよし町にそれぞれ接する。地内中央を南北に河内谷川が南流し、南の太刀野で吉野川に注ぐ。

### 河川
- 河内谷川
- 大平谷川

### 小字
- 井ノ久保
- 馬瓶
- 大平
- 大屋敷
- 川又西
- 川又東
- 栗林
- 田野々
- 土釜
- 中屋西
- 中屋東
- 花園上
- 花園下
- 花園新町
- 東谷
- 藤黒

## 歴史
- 2006年（平成18年）3月1日 - 三好郡三野町が池田町・山城町・井川町・東祖谷山村・西祖谷山村と合併して三好市が発足し、現在の町名となる。

## 世帯数と人口
2021年（令和3年）12月31日現在の世帯数と人口は以下の通りである。
| 町丁           | 世帯数  | 人口  |
| -------------- | ------- | ----- |
| 三野町太刀野山 | 271世帯 | 575人 |

## 小・中学校の学区
市立小・中学校に通う場合、学区は以下の通りとなる。
| 番地 | 小学校             | 中学校             |
| ---- | ------------------ | ------------------ |
| 全域 | 三好市立芝生小学校 | 三好市立三野中学校 |

## 施設
- 真鈴峠
- 五社大明神
- 馬頭観音
- 水谷地蔵
- 樫の休場（二本杉越）
- 三好市立東谷小学校 - 2012年廃校。

## 交通

### 鉄道
- 地内に鉄道はなく、最も最寄駅はJR徳島線の江口駅である。

### 道路
高速
- 徳島自動車道

都道府県道
- 香川県道・徳島県道108号勝浦三野線